# 劉恂 (唐朝)
劉恂（?—?），唐代河北雄縣人。
唐昭宗時，曾任廣州司馬，官满，上京扰攘，遂居南海。著有《嶺表錄異》，记载嶺表（两广）地区物产和少数民族社会生活、风土人情等，原書已佚，清四庫館臣從《永樂大典》輯出124條。